# Gonnardita
La gonnardita, també anomenada ranita o tetranatrolita, és un mineral de la classe dels tectosilicats, i dins d'aquesta pertany a l'anomenat grup de les zeolites -subgrup de la natrolita-. Va ser descoberta l'any 1896 a Gignat (França), sent nomenada en honor del mineralogista francès Ferdinand Gonnard.

## Característiques
És un aluminosilicat de calci i sodi.
Segons la classificació de Nickel-Strunz, la gonnardita pertany a «09.GA - Tectosilicats amb H₂O zeolítica; Zeolites amb unitats T₅O10 – Zeolites fibroses» juntament amb els següents minerals: mesolita, natrolita, paranatrolita, escolecita, thomsonita-Ca, thomsonita-Sr, edingtonita i kalborsita.

## Formació i jaciments
Apareix com a mineral secundari en roques ígnies de tipus basalt, emplenant cavitats d'aquestes amb les seves característiques petites esferes blanques. També pot trobar-se en
tefrita de leucita i altres roques alterades.
Sol trobar-se associat a altres minerals com: altres zeolites i calcita.